# Jasmin (松本典子のアルバム)
『Jasmin』（ジャスミン）は、1990年10月21日に発売された松本典子の3枚目のアルバム。発売元はCBSソニー。規格品番は、CD:CSCL-1539。

## 解説
ミニ・アルバムやベスト・アルバムを挟んで、オリジナルとしてはセカンド・アルバム『KIWI』以来4年3か月ぶりの発売となった。

シングル「雨と水曜日」「天使が棲む島」「初恋十二単」「たったひとりの恋人」の4曲を収録。松本自身が当時の本名、佐藤美和子名義で初めて作詞を手掛けた楽曲も収録されている。
発売当時の帯コピーは、〝 少女はいつしか大人になってゆく・・・・大人になれない少女がいる・・・・まるでジャスミンの香りのように瞳の中にはあなたがいる 〟
1990年のリリース以来、長きに渡って再発売はされていなかったが、松本にとってデビュー25周年となる2010年、ソニー・ミュージックWEBによる廃盤復刻企画「オーダーメイドファクトリー」において購入希望者を募ったところ、再プレスに必要な予約の合計が規定数に達したため、再発売が実現された。なお、この再発盤には「雨と水曜日」のシングルバージョンやアルバム未収録のカップリング曲などのボーナストラックが追加収録され、『Jasmin+3』として発売された。品番はDYCL-467。

## 収録曲

### CD
1. たったひとりの恋人
作詞：麻生圭子 / 作曲・編曲：中崎英也
2. 天使が棲む島
作詞：麻生圭子 / 作曲・編曲：中崎英也
3. 瞳の中のブルー
作詞：立小川昌子 / 作曲：渚十吾 / 編曲：田代修二
4. 雨と水曜日 〜Album Version〜
作詞：小林由美子 / 補作詞：麻生圭子 / 作曲：羽田一郎 / 編曲：田代修二
5. かなしいことり
作詞・作曲：銀色夏生 / 編曲：田代修二
  - 斉藤由貴のアルバム『AXIA』収録曲のカバー。
6. 想い出にしたかった
作詞・作曲・編曲：中崎英也
7. ジャスミン半島
作詞：麻生圭子 / 作曲：Nobody / 編曲：田代修二
8. 想いの破片
作詞：来生えつこ / 作曲：来生たかお / 編曲：星勝
9. 初恋十二単
作詞：麻生圭子 / 作曲：中崎英也 / 編曲：戸塚修
10. Memories
作詞：佐藤美和子 / 作曲：柴矢俊彦 / 編曲：田代修二

### 『Jasmin+3』
1. たったひとりの恋人
2. 天使が棲む島
3. 瞳の中のブルー
4. 雨と水曜日 〜Album Version〜
5. かなしいことり
6. 想い出にしたかった
7. ジャスミン半島
8. 想いの破片
9. 初恋十二単
10. Memories
[ボーナス・トラック]
11. 雨と水曜日 〜Single Version〜
作詞：小林由美子 / 補作詞：麻生圭子 / 作曲：羽田一郎 / 編曲：水谷公生
12. 夜明けまでのマーメイド
作詞：麻生圭子 / 作曲・編曲：中崎英也
13. 春から小町
作詞：麻生圭子 / 作曲：中崎英也 / 編曲：戸塚修

## 参考資料
- 1985.03.21 松本典子  – アイドル・ポップ・データベース
- ナツメロ喫茶店 | オススメ復刻版「松本典子／Jasmin＋3」
- Idol.ne.jp | 70-80年代アイドル・芸能・サブカル考察サイト